# Bulbophyllum laciniatum
Bulbophyllum laciniatum là một loài phong lan thuộc chi Bulbophyllum.